# Кадуган ап Бледин
Кадуган ап Бледдин (валл. Cadwgan ap Bleddyn; убит в 1111) — король Поуиса (1075—1111), сын и наследник Бледдина.

## Биография

### Правление
В 1075 году Бледдин умер и Поуис был разделен между его тремя сыновьями. Кадуган сначала правил Поуисом вместе с братьями Иорвертом и Маредидом. Кадуган неоднократно предпринимал попытки завоевать соседний Дехейбарт. В 1088 г. он даже сумел изгнать оттуда Риса ап Теудра. Но год спустя Рис вернулся с ирландскими наемниками и разбил Кадугана. В сражении погибли двое братьев Кадугана — Мадог и Ририд.

Уэльс в X—XI веках

Около 1093 г. Кадуган женился на дочери соседа, нормандского лорда Роберта Сэя. В 1094 г. в Уэльсе вспыхнуло антинормандское восстание, и Кадуган сыграл в нём немаловажную роль, разбив завоевателей при Койд-Испуисе. Затем Кадуган присоединился к Грифиду Гвинедскому, чтобы помочь тому защитить Инис Мон от Гуго Честерского и Гуго Шрюсбери. Однако наемные викинги предали их, перейдя на сторону нормандцев, и друзья были вынуждены бежать на лодке в Ирландию. На следующий год Грифид и Кадуган вернулись в Уэльс. Кадуган вместе с братьями присягнул на верность Роберту Шрюсбери, получив земли в Поуисе и Кередигионе. Однако вскоре Роберт был отдан под суд по обвинению в измене Генриху I. Иорверт неожиданно перешел на сторону короля Англии и выдал ему другого брата, Маредида, однако вскоре сам попал в немилость и оказался в тюрьме. Так в 1103 г. Кадуган оказался единоличным правителем всего Поуиса.
В 1109 г. сын Кадугана, Оуайн, влюбился в Несту, жену Джеральда Пемброка, и дерзко похитил её из замка Кенарт-Бихан. Кадуган тщетно пытался убедить сына вернуть Несту мужу. Тогда юстициарий Шропшира Ричард де Бомэ пообещал другим членам княжеского дома земли в Поуисе, и те напали на Кадугана и Оуайна. Союзники захватили Кередигион, вынудив Оуайна бежать в Ирландию, но Кадуган поспешил замириться с Генрихом I. Король Англии даже пообещал вернуть ему Кередигион при условии выплаты выкупа в 100 фунтов стерлингов и обещании никогда не иметь дела с сыном. Когда в 1111 г. племянник Кадугана, Мадог ап Ририд, убил Иорверта, Кадуган вновь стал единолично править всем Поуисом, но вскоре сам был убит в Уэлшпуле тем же самым племянником.

### Семья
Кадуган был женат несколько раз и от каждой имел детей
- 1-й жены имя неизвестно, она была дочерью Эдвина ап Грону:
  - Грону ап Кадуган
  - Лливелин ап Кадуган
  - Оуайн ап Кадуган
- 2-я жена Санан верх Дивнуал:
  - Эйнион ап Кадуган
- 3-я жена Эллиу верх Кудифор:
  - Морган ап Кадуган
- 4-й жены имя неизвестно, она была дочерью Роберта Сэя:
  - Гарри ап Кадуган
  - Грифид ап Кадуган
- 5-я жена Эйрон верх Хойдлиу:
  - Маредид ап Кадуган
- 6-я жена Гвенллиан верх Грифид:
  - Мадог ап Кадуган